# Eleições autárquicas portuguesas de 2017 no distrito de Beja

## Resultados por Concelho
Os resultados nos Concelhos do Distrito de Beja foram os seguintes:

### Aljustrel

#### Câmara Municipal
| Partido                 | Partido                        | Votos | %               | +/-  | Vereadores | +/-     |
| ----------------------- | ------------------------------ | ----- | --------------- | ---- | ---------- | ------- |
|                         | Partido Socialista             | 3 390 | 58,93 / 100,00  | 1,10 | 3 / 5      | Estável |
|                         | Coligação Democrática Unitária | 2 104 | 36,57 / 100,00  | 1,98 | 2 / 5      | Estável |
|                         | PSD-CDS                        | 99    | 1,72 / 100,00   | 0,48 | 0 / 5      | Estável |
| Votos Inválidos         | Votos Inválidos                | 160   | 2,78 / 100,00   | 0,40 |            |         |
| Total                   | Total                          | 5 753 | 100,00 / 100,00 |      | 5 / 5      |         |
| Eleitorado/Participação | Eleitorado/Participação        | 8 373 | 68,71 / 100,00  | 4,28 |            |         |

| Freguesia                  | %     | %     | %        | Votantes |
| Freguesia                  | PS    | CDU   | PSD- CDS | Votantes |
| -------------------------- | ----- | ----- | -------- | -------- |
| Aljustrel e Rio de Moinhos | 59,12 | 36,35 | 1,67     | 3 596    |
| Ervidel                    | 48,20 | 46,90 | 2,61     | 612      |
| Messejana                  | 57,56 | 38,03 | 1,36     | 589      |
| São João de Negrilhos      | 65,90 | 29,92 | 1,57     | 956      |
| Aljustrel                  | 58,93 | 36,57 | 1,72     | 5 753    |

#### Assembleia Municipal
| Partido                 | Partido                        | Votos | %               | +/-  | Mandatos | +/-     |
| ----------------------- | ------------------------------ | ----- | --------------- | ---- | -------- | ------- |
|                         | Partido Socialista             | 3 292 | 57,22 / 100,00  | 1,57 | 9 / 15   | Estável |
|                         | Coligação Democrática Unitária | 2 180 | 37,89 / 100,00  | 1,93 | 6 / 15   | Estável |
|                         | PSD-CDS                        | 106   | 1,84 / 100,00   | 0,13 | 0 / 15   | Estável |
| Votos Inválidos         | Votos Inválidos                | 175   | 3,04 / 100,00   | 0,21 |          |         |
| Total                   | Total                          | 5 753 | 100,00 / 100,00 |      | 15 / 15  |         |
| Eleitorado/Participação | Eleitorado/Participação        | 8 373 | 68,71 / 100,00  | 4,28 |          |         |

| Freguesia                  | %     | %     | %        | Votantes |
| Freguesia                  | PS    | CDU   | PSD- CDS | Votantes |
| -------------------------- | ----- | ----- | -------- | -------- |
| Aljustrel e Rio de Moinhos | 57,51 | 37,49 | 1,84     | 3 596    |
| Ervidel                    | 45,26 | 49,67 | 2,45     | 612      |
| Messejana                  | 57,39 | 38,37 | 1,36     | 589      |
| São João de Negrilhos      | 63,70 | 31,59 | 1,78     | 956      |
| Aljustrel                  | 57,22 | 37,89 | 1,84     | 5 753    |

#### Juntas de Freguesia
| Partido                 | Partido                        | Votos | %               | +/-  | Presidentes | +/-     | Mandatos | +/-     |
| ----------------------- | ------------------------------ | ----- | --------------- | ---- | ----------- | ------- | -------- | ------- |
|                         | Partido Socialista             | 3 239 | 56,30 / 100,00  | 0,81 | 3 / 4       | Estável | 21 / 36  | Estável |
|                         | Coligação Democrática Unitária | 2 339 | 40,66 / 100,00  | 1,09 | 1 / 4       | Estável | 15 / 36  | Estável |
| Votos Inválidos         | Votos Inválidos                | 175   | 3,04 / 100,00   | 0,28 |             |         |          |         |
| Total                   | Total                          | 5 753 | 100,00 / 100,00 |      | 4 / 4       |         | 36 / 36  |         |
| Eleitorado/Participação | Eleitorado/Participação        | 8 373 | 68,71 / 100,00  | 4,28 |             |         |          |         |

| Freguesia                  | Partido Vencedor | Partido Vencedor               | %              | Mandatos |
| -------------------------- | ---------------- | ------------------------------ | -------------- | -------- |
| Aljustrel e Rio de Moinhos |                  | Partido Socialista             | 56,01 / 100,00 | 8 / 13   |
| Ervidel                    |                  | Coligação Democrática Unitária | 52,94 / 100,00 | 4 / 7    |
| Messejana                  |                  | Partido Socialista             | 55,52 / 100,00 | 4 / 7    |
| São João de Negrilhos      |                  | Partido Socialista             | 65,27 / 100,00 | 6 / 9    |

### Almodôvar

#### Câmara Municipal
| Partido                 | Partido                        | Votos | %               | +/-   | Vereadores | +/-     |
| ----------------------- | ------------------------------ | ----- | --------------- | ----- | ---------- | ------- |
|                         | Partido Socialista             | 3 089 | 66,02 / 100,00  | 30,90 | 4 / 5      | 2       |
|                         | Partido Social Democrata       | 1 273 | 27,21 / 100,00  | 0,15  | 1 / 5      | Estável |
|                         | Coligação Democrática Unitária | 96    | 2,05 / 100,00   | 0,14  | 0 / 5      | Estável |
|                         | Bloco de Esquerda              | 77    | 1,65 / 100,00   | 0,63  | 0 / 5      | Estável |
| Votos Inválidos         | Votos Inválidos                | 144   | 3,08 / 100,00   | 0,73  |            |         |
| Total                   | Total                          | 4 679 | 100,00 / 100,00 |       | 5 / 5      |         |
| Eleitorado/Participação | Eleitorado/Participação        | 6 452 | 72,52 / 100,00  | 0,19  |            |         |

| Freguesia                        | %     | %     | %    | %    | Votantes |
| Freguesia                        | PS    | PSD   | CDU  | BE   | Votantes |
| -------------------------------- | ----- | ----- | ---- | ---- | -------- |
| Aldeia dos Fernandes             | 69,19 | 25,14 | 2,70 | 0,54 | 370      |
| Almodôvar                        | 68,31 | 24,80 | 1,62 | 2,33 | 2 528    |
| Rosário                          | 63,45 | 31,22 | 3,81 | 0,25 | 394      |
| Santa Clara-a-Nova e Gomes Aires | 62,23 | 28,48 | 2,48 | 1,39 | 646      |
| Santa Cruz                       | 62,77 | 31,26 | 2,39 | 0,95 | 419      |
| São Barnabé                      | 59,32 | 35,71 | 1,24 | 0,62 | 322      |
| Almodôvar                        | 66,02 | 27,21 | 2,05 | 1,65 | 4 679    |

#### Assembleia Municipal
| Partido                 | Partido                        | Votos | %               | +/-   | Deputados | +/-     |
| ----------------------- | ------------------------------ | ----- | --------------- | ----- | --------- | ------- |
|                         | Partido Socialista             | 2 996 | 64,04 / 100,00  | 28,78 | 11 / 15   | 5       |
|                         | Partido Social Democrata       | 1 231 | 26,31 / 100,00  | 1,42  | 4 / 15    | Estável |
|                         | Bloco de Esquerda              | 164   | 3,51 / 100,00   | 1,52  | 0 / 15    | Estável |
|                         | Coligação Democrática Unitária | 131   | 2,80 / 100,00   | 0,31  | 0 / 15    | Estável |
| Votos Inválidos         | Votos Inválidos                | 156   | 3,33 / 100,00   | 1,79  |           |         |
| Total                   | Total                          | 4 678 | 100,00 / 100,00 |       | 15 / 15   |         |
| Eleitorado/Participação | Eleitorado/Participação        | 6 452 | 72,50 / 100,00  | 0,21  |           |         |

| Freguesia                        | %     | %     | %    | %    | Votantes |
| Freguesia                        | PS    | PSD   | BE   | CDU  | Votantes |
| -------------------------------- | ----- | ----- | ---- | ---- | -------- |
| Aldeia dos Fernandes             | 68,83 | 23,58 | 1,36 | 3,25 | 369      |
| Almodôvar                        | 66,61 | 23,34 | 4,55 | 2,45 | 2 528    |
| Rosário                          | 60,66 | 31,22 | 1,02 | 5,08 | 394      |
| Santa Clara-a-Nova e Gomes Aires | 60,06 | 28,17 | 3,72 | 2,94 | 646      |
| Santa Cruz                       | 59,43 | 30,79 | 2,39 | 2,86 | 419      |
| São Barnabé                      | 56,52 | 37,27 | 1,86 | 1,86 | 322      |
| Almodôvar                        | 64,04 | 26,31 | 3,51 | 2,80 | 4 678    |

#### Juntas de Freguesia
| Partido                 | Partido                        | Votos | %               | +/-   | Presidentes | +/-     | Mandatos | +/-     |
| ----------------------- | ------------------------------ | ----- | --------------- | ----- | ----------- | ------- | -------- | ------- |
|                         | Partido Socialista             | 2 924 | 62,49 / 100,00  | 29,62 | 6 / 6       | 4       | 29 / 44  | 13      |
|                         | Partido Social Democrata       | 1 347 | 28,79 / 100,00  | 4,88  | 0 / 6       | 2       | 15 / 44  | 3       |
|                         | Coligação Democrática Unitária | 153   | 3,27 / 100,00   | 0,56  | 0 / 6       | Estável | 0 / 44   | Estável |
|                         | Bloco de Esquerda              | 89    | 1,90 / 100,00   | 1,12  | 0 / 6       | Estável | 0 / 44   | Estável |
| Votos Inválidos         | Votos Inválidos                | 166   | 3,55 / 100,00   | 0,78  |             |         |          |         |
| Total                   | Total                          | 4 679 | 100,00 / 100,00 |       | 6 / 6       |         | 44 / 44  |         |
| Eleitorado/Participação | Eleitorado/Participação        | 6 452 | 72,52 / 100,00  | 0,19  |             |         |          |         |

| Freguesia                        | Partido Vencedor | Partido Vencedor   | %              | Mandatos |
| -------------------------------- | ---------------- | ------------------ | -------------- | -------- |
| Aldeia dos Fernandes             |                  | Partido Socialista | 68,38 / 100,00 | 5 / 7    |
| Almodôvar                        |                  | Partido Socialista | 67,05 / 100,00 | 7 / 9    |
| Rosário                          |                  | Partido Socialista | 49,75 / 100,00 | 4 / 7    |
| Santa Clara-a-Nova e Gomes Aires |                  | Partido Socialista | 60,84 / 100,00 | 5 / 7    |
| Santa Cruz                       |                  | Partido Socialista | 55,85 / 100,00 | 4 / 7    |
| São Barnabé                      |                  | Partido Socialista | 47,52 / 100,00 | 4 / 7    |

### Alvito

#### Câmara Municipal
| Partido                 | Partido                        | Votos | %               | +/-  | Vereadores | +/-     |
| ----------------------- | ------------------------------ | ----- | --------------- | ---- | ---------- | ------- |
|                         | Coligação Democrática Unitária | 642   | 49,05 / 100,00  | 3,85 | 3 / 5      | 1       |
|                         | Partido Socialista             | 416   | 31,78 / 100,00  | 0,64 | 2 / 5      | Estável |
|                         | Partido Social Democrata       | 143   | 10,92 / 100,00  | -    | 0 / 5      | -       |
|                         | CDS – Partido Popular          | 26    | 1,99 / 100,00   | -    | 0 / 5      | -       |
| Votos Inválidos         | Votos Inválidos                | 82    | 6,26 / 100,00   | 1,74 |            |         |
| Total                   | Total                          | 1 309 | 100,00 / 100,00 |      | 5 / 5      |         |
| Eleitorado/Participação | Eleitorado/Participação        | 1 911 | 68,50 / 100,00  | 1,88 |            |         |

| Freguesia            | %     | %     | %     | %    | Votantes |
| Freguesia            | CDU   | PS    | PSD   | CDS  | Votantes |
| -------------------- | ----- | ----- | ----- | ---- | -------- |
| Alvito               | 52,42 | 27,58 | 11,67 | 1,06 | 660      |
| Vila Nova da Baronia | 45,61 | 36,06 | 10,17 | 2,93 | 649      |
| Alvito               | 49,05 | 31,78 | 10,92 | 1,99 | 1 309    |

#### Assembleia Municipal
| Partido                 | Partido                        | Votos | %               | +/-  | Deputados | +/- |
| ----------------------- | ------------------------------ | ----- | --------------- | ---- | --------- | --- |
|                         | Coligação Democrática Unitária | 586   | 44,84 / 100,00  | 5,69 | 7 / 15    | 1   |
|                         | Partido Socialista             | 382   | 29,23 / 100,00  | 5,68 | 5 / 15    | 1   |
|                         | Partido Social Democrata       | 228   | 17,44 / 100,00  | -    | 3 / 15    | -   |
|                         | CDS – Partido Popular          | 22    | 1,68 / 100,00   | -    | 0 / 15    | -   |
| Votos Inválidos         | Votos Inválidos                | 89    | 6,91 / 100,00   | 0,44 |           |     |
| Total                   | Total                          | 1 307 | 100,00 / 100,00 |      | 15 / 15   |     |
| Eleitorado/Participação | Eleitorado/Participação        | 1 911 | 68,39 / 100,00  | 1,94 |           |     |

| Freguesia            | %     | %     | %     | %    | Votantes |
| Freguesia            | CDU   | PS    | PSD   | CDS  | Votantes |
| -------------------- | ----- | ----- | ----- | ---- | -------- |
| Alvito               | 49,77 | 20,79 | 20,49 | 1,67 | 659      |
| Vila Nova da Baronia | 39,81 | 37,81 | 14,35 | 1,70 | 648      |
| Alvito               | 44,84 | 29,23 | 17,44 | 1,68 | 1 307    |

#### Juntas de Freguesia
| Partido                 | Partido                        | Votos | %               | +/-  | Presidentes | +/-     | Mandatos | +/-     |
| ----------------------- | ------------------------------ | ----- | --------------- | ---- | ----------- | ------- | -------- | ------- |
|                         | Coligação Democrática Unitária | 553   | 42,21 / 100,00  | 4,19 | 1 / 2       | Estável | 7 / 14   | Estável |
|                         | Partido Socialista             | 478   | 36,49 / 100,00  | 2,87 | 1 / 2       | Estável | 6 / 14   | Baixa   |
|                         | Partido Social Democrata       | 196   | 14,96 / 100,00  | -    | 0 / 2       | -       | 1 / 14   | -       |
|                         | CDS – Partido Popular          | 13    | 0,99 / 100,00   | -    | 0 / 2       | -       | 0 / 14   | -       |
| Votos Inválidos         | Votos Inválidos                | 70    | 5,34 / 100,00   | 0,48 |             |         |          |         |
| Total                   | Total                          | 1 310 | 100,00 / 100,00 |      | 2 / 2       |         | 14 / 14  | 2       |
| Eleitorado/Participação | Eleitorado/Participação        | 1 911 | 68,55 / 100,00  | 1,78 |             |         |          |         |

| Freguesia            | Partido Votado | Partido Votado                 | %              | Mandatos |
| -------------------- | -------------- | ------------------------------ | -------------- | -------- |
| Alvito               |                | Coligação Democrática Unitária | 58,33 / 100,00 | 5 / 7    |
| Vila Nova da Baronia |                | Partido Socialista             | 57,54 / 100,00 | 5 / 7    |

### Barrancos

#### Câmara Municipal
| Partido                 | Partido                        | Votos | %               | +/-   | Vereadores | +/- |
| ----------------------- | ------------------------------ | ----- | --------------- | ----- | ---------- | --- |
|                         | Partido Socialista             | 493   | 44,62 / 100,00  | 5,17  | 3 / 5      | 1   |
|                         | Coligação Democrática Unitária | 455   | 41,18 / 100,00  | 13,23 | 2 / 5      | 1   |
|                         | CDS-PSD                        | 117   | 10,59 / 100,00  | -     | 0 / 5      | -   |
| Votos Inválidos         | Votos Inválidos                | 40    | 3,62 / 100,00   | 2,52  |            |     |
| Total                   | Total                          | 1 105 | 100,00 / 100,00 |       | 5 / 5      |     |
| Eleitorado/Participação | Eleitorado/Participação        | 1 366 | 80,89 / 100,00  | 2,74  |            |     |

| Freguesia | %     | %     | %        | Votantes |
| Freguesia | PS    | CDU   | CDS- PSD | Votantes |
| --------- | ----- | ----- | -------- | -------- |
| Barrancos | 44,62 | 41,18 | 10,59    | 1 105    |
| Barrancos | 44,62 | 41,18 | 10,59    | 1 105    |

#### Assembleia Municipal
| Partido                 | Partido                        | Votos | %               | +/-  | Deputados | +/- |
| ----------------------- | ------------------------------ | ----- | --------------- | ---- | --------- | --- |
|                         | Partido Socialista             | 514   | 46,52 / 100,00  | 8,32 | 7 / 15    | 1   |
|                         | Coligação Democrática Unitária | 457   | 41,36 / 100,00  | 9,13 | 7 / 15    | 2   |
|                         | CDS-PSD                        | 104   | 9,41 / 100,00   | 4,07 | 1 / 15    | 1   |
| Votos Inválidos         | Votos Inválidos                | 30    | 2,72 / 100,00   | 4,25 |           |     |
| Total                   | Total                          | 1 105 | 100,00 / 100,00 |      | 15 / 15   |     |
| Eleitorado/Participação | Eleitorado/Participação        | 1 366 | 80,89 / 100,00  | 2,74 |           |     |

| Freguesia | %     | %     | %        | Votantes |
| Freguesia | PS    | CDU   | CDS- PSD | Votantes |
| --------- | ----- | ----- | -------- | -------- |
| Barrancos | 46,52 | 41,36 | 9,41     | 1 105    |
| Barrancos | 46,52 | 41,36 | 9,41     | 1 105    |

#### Juntas de Freguesia
| Partido                 | Partido                        | Votos | %               | +/-   | Presidentes | +/- | Mandatos | +/- |
| ----------------------- | ------------------------------ | ----- | --------------- | ----- | ----------- | --- | -------- | --- |
|                         | Partido Socialista             | 494   | 44,71 / 100,00  | 7,22  | 1 / 1       | 1   | 4 / 9    | 1   |
|                         | Coligação Democrática Unitária | 454   | 41,09 / 100,00  | 15,19 | 0 / 1       | 1   | 4 / 9    | 2   |
|                         | CDS-PSD                        | 111   | 10,05 / 100,00  | -     | 0 / 1       | -   | 1 / 9    | -   |
| Votos Inválidos         | Votos Inválidos                | 46    | 4,16 / 100,00   | 2,07  |             |     |          |     |
| Total                   | Total                          | 1 105 | 100,00 / 100,00 |       | 1 / 1       |     | 9 / 9    |     |
| Eleitorado/Participação | Eleitorado/Participação        | 1 366 | 80,89 / 100,00  | 2,74  |             |     |          |     |

| Freguesia | Partido Vencedor | Partido Vencedor   | %              | Mandatos |
| --------- | ---------------- | ------------------ | -------------- | -------- |
| Barrancos |                  | Partido Socialista | 44,71 / 100,00 | 4 / 9    |

### Beja

#### Câmara Municipal
| Partido                 | Partido                        | Votos  | %               | +/-  | Vereadores | +/- |
| ----------------------- | ------------------------------ | ------ | --------------- | ---- | ---------- | --- |
|                         | Partido Socialista             | 7 728  | 46,25 / 100,00  | 4,60 | 4 / 7      | 1   |
|                         | Coligação Democrática Unitária | 6 284  | 37,61 / 100,00  | 5,81 | 3 / 7      | 1   |
|                         | Partido Social Democrata       | 899    | 5,38 / 100,00   | -    | 0 / 7      | -   |
|                         | Bloco de Esquerda              | 573    | 3,43 / 100,00   | -    | 0 / 7      | -   |
|                         | CDS – Partido Popular          | 533    | 3,19 / 100,00   | -    | 0 / 7      | -   |
| Votos Inválidos         | Votos Inválidos                | 693    | 4,15 / 100,00   | 0,20 |            |     |
| Total                   | Total                          | 16 710 | 100,00 / 100,00 |      | 7 / 7      |     |
| Eleitorado/Participação | Eleitorado/Participação        | 29 541 | 56,57 / 100,00  | 0,03 |            |     |

| Freguesia                                | %     | %     | %    | %    | %    | Votantes |
| Freguesia                                | PS    | CDU   | PSD  | BE   | CDS  | Votantes |
| ---------------------------------------- | ----- | ----- | ---- | ---- | ---- | -------- |
| Albernoa e Trindade                      | 54,28 | 40,07 | 1,03 | 1,54 | 0,68 | 584      |
| Baleizão                                 | 33,13 | 56,49 | 1,00 | 5,39 | 1,20 | 501      |
| Beja (Salvador e Santa Maria da Feira)   | 48,56 | 34,34 | 6,48 | 3,81 | 2,82 | 4 537    |
| Beja (Santiago Maior e São João Batista) | 45,80 | 32,98 | 7,73 | 3,66 | 5,06 | 6 262    |
| Beringel                                 | 60,47 | 31,27 | 2,33 | 1,68 | 1,94 | 774      |
| Cabeça Gorda                             | 33,90 | 56,90 | 2,10 | 1,58 | 1,31 | 761      |
| Nossa Senhora das Neves                  | 34,03 | 52,55 | 2,43 | 4,28 | 1,97 | 864      |
| Salvada e Quintos                        | 49,60 | 42,02 | 2,26 | 1,46 | 1,73 | 752      |
| Santa Clara de Louredo                   | 44,34 | 49,55 | 1,13 | 2,26 | 0,68 | 442      |
| Santa Vitória e Mombeja                  | 45,54 | 44,08 | 1,28 | 4,37 | 1,28 | 549      |
| São Matias                               | 46,36 | 35,28 | 4,96 | 5,25 | 2,92 | 343      |
| Trigaches e São Brissos                  | 51,61 | 34,31 | 2,64 | 2,93 | 0,88 | 341      |
| Beja                                     | 46,25 | 37,61 | 5,38 | 3,43 | 3,19 | 16 710   |

#### Assembleia Municipal
| Partido                 | Partido                        | Votos  | %               | +/-  | Mandatos | +/- |
| ----------------------- | ------------------------------ | ------ | --------------- | ---- | -------- | --- |
|                         | Partido Socialista             | 7 264  | 43,46 / 100,00  | 5,47 | 10 / 21  | 2   |
|                         | Coligação Democrática Unitária | 6 137  | 36,72 / 100,00  | 5,62 | 9 / 21   | 1   |
|                         | Partido Social Democrata       | 1 276  | 7,63 / 100,00   | -    | 1 / 21   | -   |
|                         | Bloco de Esquerda              | 765    | 4,58 / 100,00   | -    | 1 / 21   | -   |
|                         | CDS – Partido Popular          | 538    | 3,22 / 100,00   | -    | 0 / 21   | -   |
| Votos Inválidos         | Votos Inválidos                | 733    | 4,39 / 100,00   | 0,43 |          |     |
| Total                   | Total                          | 16 713 | 100,00 / 100,00 |      | 21 / 21  |     |
| Eleitorado/Participação | Eleitorado/Participação        | 29 541 | 56,58 / 100,00  | 0,03 |          |     |

| Freguesia                                | %     | %     | %     | %    | %    | Votantes |
| Freguesia                                | PS    | CDU   | PSD   | BE   | CDS  | Votantes |
| ---------------------------------------- | ----- | ----- | ----- | ---- | ---- | -------- |
| Albernoa e Trindade                      | 52,22 | 41,64 | 1,19  | 2,05 | 0,51 | 586      |
| Baleizão                                 | 32,93 | 54,49 | 1,20  | 6,99 | 1,00 | 501      |
| Beja (Salvador e Santa Maria da Feira)   | 44,83 | 33,55 | 9,19  | 5,05 | 2,84 | 4 537    |
| Beja (Santiago Maior e São João Batista) | 42,26 | 31,10 | 11,26 | 5,19 | 5,24 | 6 261    |
| Beringel                                 | 60,13 | 31,61 | 2,84  | 1,03 | 1,55 | 775      |
| Cabeça Gorda                             | 33,77 | 57,42 | 2,23  | 1,58 | 0,92 | 761      |
| Nossa Senhora das Neves                  | 31,13 | 54,05 | 3,94  | 5,32 | 1,62 | 864      |
| Salvada e Quintos                        | 47,07 | 43,35 | 2,53  | 2,13 | 1,86 | 752      |
| Santa Clara de Louredo                   | 41,63 | 49,55 | 1,81  | 3,39 | 0,90 | 442      |
| Santa Vitória e Mombeja                  | 44,36 | 43,82 | 1,82  | 5,09 | 1,27 | 550      |
| São Matias                               | 47,23 | 31,20 | 5,83  | 7,00 | 2,92 | 343      |
| Trigaches e São Brissos                  | 51,91 | 31,96 | 3,23  | 4,40 | 1,47 | 341      |
| Beja                                     | 43,46 | 36,72 | 7,63  | 4,58 | 3,22 | 16 713   |

#### Juntas de Freguesia
| Partido                 | Partido                        | Votos  | %               | +/-  | Presidentes | +/-     | Mandatos  | +/- |
| ----------------------- | ------------------------------ | ------ | --------------- | ---- | ----------- | ------- | --------- | --- |
|                         | Partido Socialista             | 6 916  | 41,38 / 100,00  | 4,98 | 5 / 12      | 3       | 46 / 104  | 1   |
|                         | Coligação Democrática Unitária | 6 541  | 39,13 / 100,00  | 3,37 | 6 / 12      | 3       | 48 / 104  | 2   |
|                         | Partido Social Democrata       | 1 574  | 9,42 / 100,00   | 6,82 | 0 / 12      | Estável | 3 / 104   | 2   |
|                         | Bloco de Esquerda              | 617    | 3,69 / 100,00   | -    | 0 / 12      | -       | 0 / 104   | -   |
|                         | Grupo de Cidadãos              | 335    | 2,00 / 100,00   | 3,22 | 1 / 12      | Estável | 7 / 104   | 2   |
| Votos Inválidos         | Votos Inválidos                | 732    | 4,38 / 100,00   | 0,26 |             |         |           |     |
| Total                   | Total                          | 16 715 | 100,00 / 100,00 |      | 12 / 12     |         | 104 / 104 |     |
| Eleitorado/Participação | Eleitorado/Participação        | 29 541 | 56,58 / 100,00  | 0,02 |             |         |           |     |

| Freguesia                                | Partido Vencedor | Partido Vencedor               | %              | Mandatos |
| ---------------------------------------- | ---------------- | ------------------------------ | -------------- | -------- |
| Albernoa e Trindade                      |                  | Partido Socialista             | 48,81 / 100,00 | 4 / 7    |
| Baleizão                                 |                  | Coligação Democrática Unitária | 54,49 / 100,00 | 4 / 7    |
| Beja (Salvador e Santa Maria da Feira)   |                  | Partido Socialista             | 44,04 / 100,00 | 7 / 13   |
| Beja (Santiago Maior e São João Batista) |                  | Partido Socialista             | 39,29 / 100,00 | 6 / 13   |
| Beringel                                 |                  | Partido Socialista             | 64,52 / 100,00 | 6 / 9    |
| Cabeça Gorda                             |                  | Coligação Democrática Unitária | 67,54 / 100,00 | 6 / 9    |
| Nossa Senhora das Neves                  |                  | Coligação Democrática Unitária | 63,89 / 100,00 | 7 / 9    |
| Salvada e Quintos                        |                  | Coligação Democrática Unitária | 49,34 / 100,00 | 5 / 9    |
| Santa Clara de Louredo                   |                  | Coligação Democrática Unitária | 66,06 / 100,00 | 5 / 7    |
| Santa Vitória e Mombeja                  |                  | Coligação Democrática Unitária | 48,18 / 100,00 | 4 / 7    |
| São Matias                               |                  | Grupo de Cidadãos              | 58,02 / 100,00 | 4 / 7    |
| Trigaches e São Brissos                  |                  | Partido Socialista             | 41,35 / 100,00 | 3 / 7    |

### Castro Verde

#### Câmara Municipal
| Partido                 | Partido                        | Votos | %               | +/-   | Vereadores | +/-     |
| ----------------------- | ------------------------------ | ----- | --------------- | ----- | ---------- | ------- |
|                         | Partido Socialista             | 1 941 | 50,86 / 100,00  | 15,24 | 3 / 5      | 1       |
|                         | Coligação Democrática Unitária | 1 618 | 42,40 / 100,00  | 12,29 | 2 / 5      | 1       |
|                         | PSD-CDS                        | 98    | 2,57 / 100,00   | 2,74  | 0 / 5      | Estável |
| Votos Inválidos         | Votos Inválidos                | 159   | 4,17 / 100,00   | 0,20  |            |         |
| Total                   | Total                          | 3 816 | 100,00 / 100,00 |       | 5 / 5      |         |
| Eleitorado/Participação | Eleitorado/Participação        | 6 279 | 60,77 / 100,00  | 0,70  |            |         |

| Freguesia                | %     | %     | %        | Votantes |
| Freguesia                | PS    | CDU   | PSD- CDS | Votantes |
| ------------------------ | ----- | ----- | -------- | -------- |
| Castro Verde e Casével   | 53,17 | 39,18 | 3,10     | 2 680    |
| Entradas                 | 46,17 | 49,14 | 1,48     | 405      |
| Santa Bárbara de Padrões | 46,02 | 49,32 | 0,97     | 515      |
| São Marcos da Ataboeira  | 42,59 | 53,24 | 1,85     | 216      |
| Castro Verde             | 50,86 | 42,40 | 2,57     | 3 816    |

#### Assembleia Municipal
| Partido                 | Partido                        | Votos | %               | +/-   | Deputados | +/- |
| ----------------------- | ------------------------------ | ----- | --------------- | ----- | --------- | --- |
|                         | Partido Socialista             | 1 884 | 49,25 / 100,00  | 13,50 | 8 / 15    | 3   |
|                         | Coligação Democrática Unitária | 1 644 | 42,98 / 100,00  | 10,92 | 7 / 15    | 2   |
|                         | PSD-CDS                        | 142   | 3,71 / 100,00   | 2,27  | 0 / 15    | 1   |
| Votos Inválidos         | Votos Inválidos                | 155   | 4,06 / 100,00   | 0,31  |           |     |
| Total                   | Total                          | 3 825 | 100,00 / 100,00 |       | 15 / 15   |     |
| Eleitorado/Participação | Eleitorado/Participação        | 6 279 | 60,92 / 100,00  | 0,85  |           |     |

| Freguesia                | %     | %     | %        | Votantes |
| Freguesia                | PS    | CDU   | PSD- CDS | Votantes |
| ------------------------ | ----- | ----- | -------- | -------- |
| Castro Verde e Casével   | 51,88 | 39,49 | 4,46     | 2 689    |
| Entradas                 | 41,98 | 51,60 | 2,22     | 405      |
| Santa Bárbara de Padrões | 43,69 | 50,49 | 1,55     | 515      |
| São Marcos da Ataboeira  | 43,52 | 52,31 | 2,31     | 216      |
| Castro Verde             | 49,25 | 42,98 | 3,71     | 3 825    |

#### Juntas de Freguesia
| Partido                 | Partido                        | Votos | %               | +/-   | Presidentes | +/- | Mandatos | +/- |
| ----------------------- | ------------------------------ | ----- | --------------- | ----- | ----------- | --- | -------- | --- |
|                         | Partido Socialista             | 1 919 | 50,17 / 100,00  | 12,50 | 1 / 4       | 1   | 14 / 30  | 3   |
|                         | Coligação Democrática Unitária | 1 721 | 44,99 / 100,00  | 11,29 | 3 / 4       | 1   | 16 / 30  | 3   |
| Votos Inválidos         | Votos Inválidos                | 185   | 4,84 / 100,00   | 1,21  |             |     |          |     |
| Total                   | Total                          | 3 825 | 100,00 / 100,00 |       | 4 / 4       |     | 30 / 30  |     |
| Eleitorado/Participação | Eleitorado/Participação        | 6 279 | 60,92 / 100,00  | 0,86  |             |     |          |     |

| Freguesia                | Partido Vencedor | Partido Vencedor               | %              | Mandatos |
| ------------------------ | ---------------- | ------------------------------ | -------------- | -------- |
| Castro Verde e Casével   |                  | Partido Socialista             | 54,00 / 100,00 | 5 / 9    |
| Entradas                 |                  | Coligação Democrática Unitária | 54,81 / 100,00 | 4 / 7    |
| Santa Bárbara de Padrões |                  | Coligação Democrática Unitária | 55,92 / 100,00 | 4 / 7    |
| São Marcos da Ataboeira  |                  | Coligação Democrática Unitária | 55,09 / 100,00 | 4 / 7    |

### Cuba

#### Câmara Municipal
| Partido                 | Partido                        | Votos | %               | +/-  | Vereadores | +/-     |
| ----------------------- | ------------------------------ | ----- | --------------- | ---- | ---------- | ------- |
|                         | Coligação Democrática Unitária | 1 522 | 51,06 / 100,00  | 5,64 | 3 / 5      | Estável |
|                         | Partido Socialista             | 1 289 | 43,24 / 100,00  | 6,11 | 2 / 5      | Estável |
|                         | PSD-CDS                        | 80    | 2,68 / 100,00   | 0,05 | 0 / 5      | Estável |
| Votos Inválidos         | Votos Inválidos                | 90    | 3,02 / 100,00   | 0,42 |            |         |
| Total                   | Total                          | 2 981 | 100,00 / 100,00 |      | 5 / 5      |         |
| Eleitorado/Participação | Eleitorado/Participação        | 3 820 | 78,04 / 100,00  | 0,67 |            |         |

| Freguesia        | %     | %     | %        | Votantes |
| Freguesia        | CDU   | PS    | PSD- CDS | Votantes |
| ---------------- | ----- | ----- | -------- | -------- |
| Cuba             | 50,81 | 43,62 | 2,79     | 1 974    |
| Faro do Alentejo | 50,26 | 46,13 | 1,55     | 388      |
| Vila Alva        | 51,99 | 38,27 | 3,25     | 277      |
| Vila Ruiva       | 52,63 | 41,81 | 2,92     | 342      |
| Cuba             | 51,06 | 43,24 | 2,68     | 2 981    |

#### Assembleia Municipal
| Partido                 | Partido                        | Votos | %               | +/-  | Deputados | +/-     |
| ----------------------- | ------------------------------ | ----- | --------------- | ---- | --------- | ------- |
|                         | Coligação Democrática Unitária | 1 532 | 51,39 / 100,00  | 4,73 | 8 / 15    | 1       |
|                         | Partido Socialista             | 1 283 | 43,04 / 100,00  | 5,84 | 7 / 15    | 1       |
|                         | PSD-CDS                        | 80    | 2,68 / 100,00   | 0,47 | 0 / 15    | Estável |
| Votos Inválidos         | Votos Inválidos                | 86    | 2,88 / 100,00   | 0,66 |           |         |
| Total                   | Total                          | 2 981 | 100,00 / 100,00 |      | 15 / 15   |         |
| Eleitorado/Participação | Eleitorado/Participação        | 3 820 | 78,04 / 100,00  | 0,67 |           |         |

| Freguesia        | %     | %     | %        | Votantes |
| Freguesia        | CDU   | PS    | PSD- CDS | Votantes |
| ---------------- | ----- | ----- | -------- | -------- |
| Cuba             | 51,67 | 43,01 | 2,89     | 1 974    |
| Faro do Alentejo | 51,29 | 45,88 | 0,77     | 388      |
| Vila Alva        | 50,54 | 39,71 | 3,25     | 277      |
| Vila Ruiva       | 50,58 | 42,69 | 3,22     | 342      |
| Cuba             | 51,39 | 43,04 | 2,68     | 2 981    |

#### Juntas de Freguesia
| Partido                 | Partido                        | Votos | %               | +/-  | Presidentes | +/- | Mandatos | +/- |
| ----------------------- | ------------------------------ | ----- | --------------- | ---- | ----------- | --- | -------- | --- |
|                         | Coligação Democrática Unitária | 1 492 | 50,05 / 100,00  | 5,45 | 4 / 4       | 1   | 16 / 30  | 1   |
|                         | Partido Socialista             | 1 271 | 42,64 / 100,00  | 3,37 | 0 / 4       | 1   | 12 / 30  | 1   |
|                         | Grupo de Cidadãos              | 83    | 2,78 / 100,00   | -    | 0 / 4       | -   | 2 / 30   | -   |
|                         | PSD-CDS                        | 56    | 1,88 / 100,00   | -    | 0 / 4       | -   | 0 / 30   | -   |
| Votos Inválidos         | Votos Inválidos                | 79    | 2,65 / 100,00   | 0,59 |             |     |          |     |
| Total                   | Total                          | 2 981 | 100,00 / 100,00 |      | 4 / 4       |     | 30 / 30  |     |
| Eleitorado/Participação | Eleitorado/Participação        | 3 820 | 78,04 / 100,00  | 0,67 |             |     |          |     |

| Freguesia        | Partido Vencedor | Partido Vencedor               | %              | Mandatos |
| ---------------- | ---------------- | ------------------------------ | -------------- | -------- |
| Cuba             |                  | Coligação Democrática Unitária | 51,01 / 100,00 | 5 / 9    |
| Faro do Alentejo |                  | Coligação Democrática Unitária | 54,64 / 100,00 | 4 / 7    |
| Vila Alva        |                  | Coligação Democrática Unitária | 35,74 / 100,00 | 3 / 7    |
| Vila Ruiva       |                  | Coligação Democrática Unitária | 50,88 / 100,00 | 4 / 7    |

### Ferreira do Alentejo

#### Câmara Municipal
| Partido                 | Partido                        | Votos | %               | +/-   | Vereadores | +/-     |
| ----------------------- | ------------------------------ | ----- | --------------- | ----- | ---------- | ------- |
|                         | Partido Socialista             | 2 755 | 67,96 / 100,00  | 14,51 | 4 / 5      | 1       |
|                         | Coligação Democrática Unitária | 832   | 20,52 / 100,00  | 11,92 | 1 / 5      | 1       |
|                         | PSD-CDS                        | 306   | 7,55 / 100,00   | 2,08  | 0 / 5      | Estável |
| Votos Inválidos         | Votos Inválidos                | 161   | 3,97 / 100,00   | 0,62  |            |         |
| Total                   | Total                          | 4 054 | 100,00 / 100,00 |       | 5 / 5      |         |
| Eleitorado/Participação | Eleitorado/Participação        | 6 766 | 59,92 / 100,00  | 1,36  |            |         |

| Freguesia               | %     | %     | %        | Votantes |
| Freguesia               | PS    | CDU   | PSD- CDS | Votantes |
| ----------------------- | ----- | ----- | -------- | -------- |
| Alfundão e Peroguarda   | 70,48 | 19,68 | 6,13     | 620      |
| Ferreira do Alentejo    | 68,61 | 19,04 | 7,86     | 2 316    |
| Figueira dos Cavaleiros | 58,43 | 30,48 | 8,43     | 830      |
| Odivelas                | 84,72 | 5,56  | 5,56     | 288      |
| Ferreira do Alentejo    | 67,96 | 20,52 | 7,55     | 4 054    |

#### Assembleia Municipal
| Partido                 | Partido                        | Votos | %               | +/-   | Deputados | +/-     |
| ----------------------- | ------------------------------ | ----- | --------------- | ----- | --------- | ------- |
|                         | Partido Socialista             | 2 591 | 63,91 / 100,00  | 12,24 | 10 / 15   | 1       |
|                         | Coligação Democrática Unitária | 995   | 24,54 / 100,00  | 8,51  | 4 / 15    | 1       |
|                         | PSD-CDS                        | 285   | 7,03 / 100,00   | 3,07  | 1 / 15    | Estável |
| Votos Inválidos         | Votos Inválidos                | 183   | 4,51 / 100,00   | 0,66  |           |         |
| Total                   | Total                          | 4 054 | 100,00 / 100,00 |       | 15 / 15   |         |
| Eleitorado/Participação | Eleitorado/Participação        | 6 766 | 59,92 / 100,00  | 1,36  |           |         |

| Freguesia               | %     | %     | %        | Votantes |
| Freguesia               | PS    | CDU   | PSD- CDS | Votantes |
| ----------------------- | ----- | ----- | -------- | -------- |
| Alfundão e Peroguarda   | 66,45 | 22,42 | 6,77     | 620      |
| Ferreira do Alentejo    | 64,46 | 22,75 | 8,12     | 2 316    |
| Figueira dos Cavaleiros | 54,22 | 36,75 | 5,30     | 830      |
| Odivelas                | 81,94 | 8,33  | 3,82     | 288      |
| Ferreira do Alentejo    | 63,91 | 24,54 | 7,03     | 4 054    |

#### Juntas de Freguesia
| Partido                 | Partido                        | Votos | %               | +/-  | Presidentes | +/-     | Mandatos | +/- |
| ----------------------- | ------------------------------ | ----- | --------------- | ---- | ----------- | ------- | -------- | --- |
|                         | Partido Socialista             | 2 593 | 63,96 / 100,00  | 5,41 | 4 / 4       | Estável | 24 / 32  | 1   |
|                         | Coligação Democrática Unitária | 1 071 | 26,42 / 100,00  | 8,72 | 0 / 4       | Estável | 8 / 32   | 3   |
|                         | PSD-CDS                        | 217   | 5,35 / 100,00   | -    | 0 / 4       | -       | 0 / 32   | -   |
| Votos Inválidos         | Votos Inválidos                | 173   | 4,26 / 100,00   | 2,05 |             |         |          |     |
| Total                   | Total                          | 4 054 | 100,00 / 100,00 |      | 4 / 4       |         | 4 / 4    | 2   |
| Eleitorado/Participação | Eleitorado/Participação        | 6 766 | 59,92 / 100,00  | 1,36 |             |         |          |     |

| Freguesia               | Partido Vencedor | Partido Vencedor   | %              | Mandatos |
| ----------------------- | ---------------- | ------------------ | -------------- | -------- |
| Alfundão e Peroguarda   |                  | Partido Socialista | 63,55 / 100,00 | 5 / 7    |
| Ferreira do Alentejo    |                  | Partido Socialista | 66,88 / 100,00 | 7 / 9    |
| Figueira dos Cavaleiros |                  | Partido Socialista | 48,80 / 100,00 | 5 / 9    |
| Odivelas                |                  | Partido Socialista | 85,07 / 100,00 | 7 / 7    |

### Mértola

#### Câmara Municipal
| Partido                 | Partido                        | Votos | %               | +/-  | Vereadores | +/-     |
| ----------------------- | ------------------------------ | ----- | --------------- | ---- | ---------- | ------- |
|                         | Partido Socialista             | 2 457 | 53,65 / 100,00  | 5,83 | 3 / 5      | Estável |
|                         | Coligação Democrática Unitária | 1 770 | 38,65 / 100,00  | 4,55 | 2 / 5      | Estável |
|                         | Partido Social Democrata       | 159   | 3,47 / 100,00   | -    | 0 / 5      | -       |
| Votos Inválidos         | Votos Inválidos                | 194   | 4,23 / 100,00   | 0,27 |            |         |
| Total                   | Total                          | 4 580 | 100,00 / 100,00 |      | 5 / 5      |         |
| Eleitorado/Participação | Eleitorado/Participação        | 6 294 | 72,77 / 100,00  | 0,51 |            |         |

| Freguesia                 | %     | %     | %    | Votantes |
| Freguesia                 | PS    | CDU   | PSD  | Votantes |
| ------------------------- | ----- | ----- | ---- | -------- |
| Alcaria Ruiva             | 54,21 | 37,58 | 3,49 | 487      |
| Corte do Pinto            | 53,73 | 37,34 | 4,55 | 549      |
| Espírito Santo            | 49,15 | 40,17 | 5,13 | 234      |
| Mértola                   | 52,77 | 39,79 | 2,94 | 1 802    |
| São Miguel do Pinheiro    | 60,98 | 34,28 | 2,37 | 633      |
| Santana de Cambas         | 52,95 | 36,66 | 5,91 | 491      |
| São João dos Caldeireiros | 48,44 | 45,31 | 2,08 | 384      |
| Mértola                   | 53,65 | 38,65 | 3,47 | 4 580    |

#### Assembleia Municipal
| Partido                 | Partido                        | Votos | %               | +/-  | Deputados | +/- |
| ----------------------- | ------------------------------ | ----- | --------------- | ---- | --------- | --- |
|                         | Partido Socialista             | 2 448 | 53,43 / 100,00  | 6,35 | 9 / 15    | 1   |
|                         | Coligação Democrática Unitária | 1 902 | 41,51 / 100,00  | 2,18 | 6 / 15    | 1   |
| Votos Inválidos         | Votos Inválidos                | 232   | 5,06 / 100,00   | 0,44 |           |     |
| Total                   | Total                          | 4 582 | 100,00 / 100,00 |      | 15 / 15   |     |
| Eleitorado/Participação | Eleitorado/Participação        | 6 294 | 72,80 / 100,00  | 0,46 |           |     |

| Freguesia                 | %     | %     | Votantes |
| Freguesia                 | PS    | CDU   | Votantes |
| ------------------------- | ----- | ----- | -------- |
| Alcaria Ruiva             | 52,16 | 42,71 | 487      |
| Corte do Pinto            | 55,92 | 37,52 | 549      |
| Espírito Santo            | 49,15 | 44,44 | 234      |
| Mértola                   | 52,08 | 42,48 | 1 803    |
| São Miguel do Pinheiro    | 62,09 | 35,07 | 633      |
| Santana de Cambas         | 53,86 | 41,26 | 492      |
| São João dos Caldeireiros | 45,57 | 50,26 | 384      |
| Mértola                   | 53,43 | 41,51 | 4 582    |

#### Juntas de Freguesia
| Partido                 | Partido                        | Votos | %               | +/-  | Presidentes | +/- | Mandatos | +/- |
| ----------------------- | ------------------------------ | ----- | --------------- | ---- | ----------- | --- | -------- | --- |
|                         | Partido Socialista             | 2 440 | 53,28 / 100,00  | 4,76 | 6 / 7       | 1   | 29 / 51  | 3   |
|                         | Coligação Democrática Unitária | 1 930 | 42,14 / 100,00  | 2,74 | 1 / 7       | 1   | 22 / 51  | 5   |
| Votos Inválidos         | Votos Inválidos                | 210   | 4,58 / 100,00   | 0,24 |             |     |          |     |
| Total                   | Total                          | 4 580 | 100,00 / 100,00 |      | 7 / 7       |     | 51 / 51  | 2   |
| Eleitorado/Participação | Eleitorado/Participação        | 6 294 | 72,77 / 100,00  | 0,51 |             |     |          |     |

| Freguesia                 | Partido Vencedor | Partido Vencedor               | %              | Mandatos |
| ------------------------- | ---------------- | ------------------------------ | -------------- | -------- |
| Alcaria Ruiva             |                  | Partido Socialista             | 49,49 / 100,00 | 4 / 7    |
| Corte do Pinto            |                  | Partido Socialista             | 56,47 / 100,00 | 4 / 7    |
| Espírito Santo            |                  | Partido Socialista             | 50,85 / 100,00 | 4 / 7    |
| Mértola                   |                  | Partido Socialista             | 51,44 / 100,00 | 5 / 9    |
| São Miguel do Pinheiro    |                  | Partido Socialista             | 63,67 / 100,00 | 5 / 7    |
| Santana de Cambas         |                  | Partido Socialista             | 55,40 / 100,00 | 4 / 7    |
| São João dos Caldeireiros |                  | Coligação Democrática Unitária | 53,91 / 100,00 | 4 / 7    |

### Moura

#### Câmara Municipal
| Partido                 | Partido                        | Votos  | %               | +/-  | Vereadores | +/- |
| ----------------------- | ------------------------------ | ------ | --------------- | ---- | ---------- | --- |
|                         | Partido Socialista             | 3 252  | 48,34 / 100,00  | 5,75 | 4 / 7      | 1   |
|                         | Coligação Democrática Unitária | 2 646  | 39,33 / 100,00  | 3,57 | 3 / 7      | 1   |
|                         | Partido Social Democrata       | 535    | 7,95 / 100,00   | -    | 0 / 7      | -   |
|                         | CDS – Partido Popular          | 81     | 1,20 / 100,00   | -    | 0 / 7      | -   |
| Votos Inválidos         | Votos Inválidos                | 213    | 3,17 / 100,00   | 0,77 |            |     |
| Total                   | Total                          | 6 727  | 100,00 / 100,00 |      | 7 / 7      |     |
| Eleitorado/Participação | Eleitorado/Participação        | 12 646 | 53,19 / 100,00  | 0,83 |            |     |

| Freguesia                                         | %     | %     | %     | %    | Votantes |
| Freguesia                                         | PS    | CDU   | PSD   | CDS  | Votantes |
| ------------------------------------------------- | ----- | ----- | ----- | ---- | -------- |
| Amareleja                                         | 46,90 | 45,24 | 2,62  | 0,96 | 1 145    |
| Póvoa de São Miguel                               | 51,96 | 26,74 | 16,74 | 2,39 | 460      |
| Safara e Santo Aleixo da Restauração              | 50,23 | 38,73 | 6,92  | 0,94 | 852      |
| Santo Agostinho e São João Batista e Santo Amador | 49,72 | 36,71 | 9,57  | 1,21 | 3 721    |
| Sobral da Adiça                                   | 36,07 | 56,28 | 2,37  | 1,09 | 549      |
| Moura                                             | 48,34 | 39,33 | 7,95  | 1,20 | 6 727    |

#### Assembleia Municipal
| Partido                 | Partido                        | Votos  | %               | +/-  | Deputados | +/-     |
| ----------------------- | ------------------------------ | ------ | --------------- | ---- | --------- | ------- |
|                         | Partido Socialista             | 3 154  | 46,88 / 100,00  | 4,23 | 10 / 21   | Estável |
|                         | Coligação Democrática Unitária | 2 682  | 39,86 / 100,00  | 2,45 | 9 / 21    | Estável |
|                         | Partido Social Democrata       | 671    | 9,97 / 100,00   | -    | 2 / 21    | -       |
| Votos Inválidos         | Votos Inválidos                | 221    | 3,28 / 100,00   | 1,12 |           |         |
| Total                   | Total                          | 6 728  | 100,00 / 100,00 |      | 21 / 21   |         |
| Eleitorado/Participação | Eleitorado/Participação        | 12 646 | 53,20 / 100,00  | 0,82 |           |         |

| Freguesia                                         | %     | %     | %     | Votantes |
| Freguesia                                         | PS    | CDU   | PSD   | Votantes |
| ------------------------------------------------- | ----- | ----- | ----- | -------- |
| Amareleja                                         | 46,55 | 45,33 | 4,02  | 1 145    |
| Póvoa de São Miguel                               | 46,52 | 31,74 | 18,70 | 460      |
| Safara e Santo Aleixo da Restauração              | 52,46 | 38,50 | 6,22  | 852      |
| Santo Agostinho e São João Batista e Santo Amador | 47,21 | 37,08 | 12,68 | 3 722    |
| Sobral da Adiça                                   | 36,98 | 56,28 | 2,55  | 549      |
| Moura                                             | 46,88 | 39,86 | 9,97  | 6 728    |

#### Juntas de Freguesia
| Partido                 | Partido                        | Votos  | %               | +/-  | Presidentes | +/-     | Mandatos | +/- |
| ----------------------- | ------------------------------ | ------ | --------------- | ---- | ----------- | ------- | -------- | --- |
|                         | Partido Socialista             | 2 731  | 40,59 / 100,00  | 4,59 | 3 / 5       | 2       | 21 / 45  | 7   |
|                         | Coligação Democrática Unitária | 2 650  | 39,38 / 100,00  | 0,08 | 1 / 5       | 2       | 17 / 45  | 5   |
|                         | Grupo de Cidadãos              | 557    | 8,28 / 100,00   | 5,66 | 1 / 5       | Estável | 5 / 45   | 3   |
|                         | Partido Social Democrata       | 547    | 8,13 / 100,00   | -    | 0 / 5       | -       | 2 / 45   | -   |
| Votos Inválidos         | Votos Inválidos                | 244    | 3,63 / 100,00   | 0,02 |             |         |          |     |
| Total                   | Total                          | 6 729  | 100,00 / 100,00 |      | 5 / 5       |         | 45 / 45  |     |
| Eleitorado/Participação | Eleitorado/Participação        | 12 646 | 53,21 / 100,00  | 0,83 |             |         |          |     |

| Freguesia                                         | Partido Vencedor | Partido Vencedor               | %              | Mandatos |
| ------------------------------------------------- | ---------------- | ------------------------------ | -------------- | -------- |
| Amareleja                                         |                  | Grupo de Cidadãos              | 48,65 / 100,00 | 5 / 9    |
| Póvoa de São Miguel                               |                  | Partido Socialista             | 56,30 / 100,00 | 5 / 7    |
| Safara e Santo Aleixo da Restauração              |                  | Partido Socialista             | 57,63 / 100,00 | 6 / 9    |
| Santo Agostinho e São João Batista e Santo Amador |                  | Partido Socialista             | 47,84 / 100,00 | 7 / 13   |
| Sobral da Adiça                                   |                  | Coligação Democrática Unitária | 59,02 / 100,00 | 4 / 7    |

### Odemira

#### Câmara Municipal
| Partido                 | Partido                        | Votos  | %               | +/-  | Vereadores | +/-     |
| ----------------------- | ------------------------------ | ------ | --------------- | ---- | ---------- | ------- |
|                         | Partido Socialista             | 7 189  | 55,69 / 100,00  | 4,61 | 5 / 7      | Estável |
|                         | Coligação Democrática Unitária | 3 016  | 23,36 / 100,00  | 6,02 | 2 / 7      | Estável |
|                         | Partido Social Democrata       | 1 151  | 8,92 / 100,00   | -    | 0 / 7      | -       |
|                         | Bloco de Esquerda              | 649    | 5,03 / 100,00   | 1,89 | 0 / 7      | Estável |
|                         | CDS – Partido Popular          | 288    | 2,23 / 100,00   | -    | 0 / 7      | -       |
| Votos Inválidos         | Votos Inválidos                | 616    | 4,77 / 100,00   | 1,57 |            |         |
| Total                   | Total                          | 12 909 | 100,00 / 100,00 |      | 7 / 7      |         |
| Eleitorado/Participação | Eleitorado/Participação        | 20 610 | 62,63 / 100,00  | 0,49 |            |         |

| Freguesia                  | %     | %     | %     | %     | %    | Votantes |
| Freguesia                  | PS    | CDU   | PSD   | BE    | CDS  | Votantes |
| -------------------------- | ----- | ----- | ----- | ----- | ---- | -------- |
| Boavista dos Pinheiros     | 65,64 | 19,63 | 5,59  | 4,34  | 1,03 | 876      |
| Colos                      | 63,31 | 19,28 | 3,75  | 7,00  | 1,37 | 586      |
| Longueira / Almograve      | 58,30 | 13,49 | 14,53 | 5,36  | 2,60 | 578      |
| Luzianes-Gare              | 41,48 | 44,44 | 2,59  | 4,44  | 0,74 | 270      |
| Relíquias                  | 47,83 | 32,93 | 2,60  | 11,79 | 1,73 | 577      |
| Saboia                     | 59,06 | 10,40 | 11,74 | 7,55  | 4,03 | 596      |
| Santa Clara-a-Velha        | 61,79 | 16,18 | 13,65 | 2,34  | 1,17 | 513      |
| São Luís                   | 50,19 | 31,12 | 7,29  | 5,14  | 2,06 | 1 070    |
| São Martinho das Amoreiras | 70,90 | 13,44 | 3,50  | 3,31  | 2,21 | 543      |
| São Salvador e Santa Maria | 45,71 | 36,52 | 8,39  | 3,35  | 2,17 | 1 610    |
| São Teotónio               | 58,45 | 23,49 | 6,32  | 4,15  | 2,56 | 2 818    |
| Vale de Santiago           | 41,80 | 40,35 | 6,43  | 4,02  | 2,73 | 622      |
| Vila Nova de Milfontes     | 57,07 | 12,93 | 17,07 | 5,91  | 2,49 | 2 250    |
| Odemira                    | 55,69 | 23,36 | 8,92  | 5,03  | 2,23 | 12 909   |

#### Assembleia Municipal
| Partido                 | Partido                        | Votos  | %               | +/-  | Deputados | +/-     |
| ----------------------- | ------------------------------ | ------ | --------------- | ---- | --------- | ------- |
|                         | Partido Socialista             | 6 772  | 52,58 / 100,00  | 5,04 | 12 / 21   | 1       |
|                         | Coligação Democrática Unitária | 3 243  | 25,18 / 100,00  | 5,40 | 6 / 21    | 1       |
|                         | Partido Social Democrata       | 1 346  | 10,45 / 100,00  | -    | 2 / 21    | -       |
|                         | Bloco de Esquerda              | 866    | 6,72 / 100,00   | 2,48 | 1 / 21    | Estável |
| Votos Inválidos         | Votos Inválidos                | 653    | 5,07 / 100,00   | 1,58 |           |         |
| Total                   | Total                          | 12 880 | 100,00 / 100,00 |      | 21 / 21   |         |
| Eleitorado/Participação | Eleitorado/Participação        | 20 610 | 62,49 / 100,00  | 0,35 |           |         |

| Freguesia                  | %     | %     | %     | %     | Votantes |
| Freguesia                  | PS    | CDU   | PSD   | BE    | Votantes |
| -------------------------- | ----- | ----- | ----- | ----- | -------- |
| Boavista dos Pinheiros     | 64,35 | 18,34 | 7,18  | 6,15  | 878      |
| Colos                      | 56,75 | 20,65 | 5,29  | 11,26 | 586      |
| Longueira / Almograve      | 56,75 | 12,80 | 16,78 | 7,27  | 578      |
| Luzianes-Gare              | 28,52 | 53,70 | 4,81  | 4,81  | 270      |
| Relíquias                  | 46,62 | 34,32 | 2,60  | 13,00 | 577      |
| Saboia                     | 53,86 | 13,76 | 13,42 | 10,57 | 596      |
| Santa Clara-a-Velha        | 57,12 | 16,76 | 16,57 | 4,09  | 513      |
| São Luís                   | 47,01 | 34,77 | 8,88  | 5,51  | 1 070    |
| São Martinho das Amoreiras | 70,53 | 14,73 | 2,95  | 4,60  | 543      |
| São Salvador e Santa Maria | 39,84 | 40,71 | 10,69 | 4,29  | 1 609    |
| São Teotónio               | 56,42 | 24,27 | 7,91  | 5,71  | 2 818    |
| Vale de Santiago           | 41,48 | 40,84 | 6,75  | 4,82  | 622      |
| Vila Nova de Milfontes     | 54,41 | 14,91 | 18,65 | 8,47  | 2 220    |
| Odemira                    | 52,58 | 25,18 | 10,45 | 6,72  | 12 880   |

#### Juntas de Freguesia
| Partido                 | Partido                        | Votos  | %               | +/-  | Presidentes | +/-     | Mandatos  | +/-     |
| ----------------------- | ------------------------------ | ------ | --------------- | ---- | ----------- | ------- | --------- | ------- |
|                         | Partido Socialista             | 6 797  | 52,65 / 100,00  | 6,71 | 9 / 13      | 1       | 61 / 103  | 5       |
|                         | Coligação Democrática Unitária | 3 606  | 27,93 / 100,00  | 3,25 | 4 / 13      | 1       | 33 / 103  | 4       |
|                         | Partido Social Democrata       | 1 227  | 9,50 / 100,00   | -    | 0 / 13      | -       | 6 / 103   | -       |
|                         | Bloco de Esquerda              | 428    | 3,32 / 100,00   | 1,91 | 0 / 13      | Estável | 0 / 103   | Estável |
|                         | Grupo de Cidadãos              | 307    | 2,38 / 100,00   | 4,99 | 0 / 13      | Estável | 3 / 103   | 1       |
| Votos Inválidos         | Votos Inválidos                | 545    | 4,22 / 100,00   | 1,30 |             |         |           |         |
| Total                   | Total                          | 12 910 | 100,00 / 100,00 |      | 13 / 13     |         | 103 / 103 |         |
| Eleitorado/Participação | Eleitorado/Participação        | 20 610 | 62,64 / 100,00  | 0,50 |             |         |           |         |

| Freguesia                  | Partido Vencedor | Partido Vencedor               | %              | Mandatos |
| -------------------------- | ---------------- | ------------------------------ | -------------- | -------- |
| Boavista dos Pinheiros     |                  | Partido Socialista             | 72,41 / 100,00 | 8 / 9    |
| Colos                      |                  | Partido Socialista             | 67,75 / 100,00 | 6 / 7    |
| Longueira / Almograve      |                  | Partido Socialista             | 59,69 / 100,00 | 6 / 9    |
| Luzianes-Gare              |                  | Coligação Democrática Unitária | 70,37 / 100,00 | 6 / 7    |
| Relíquias                  |                  | Coligação Democrática Unitária | 54,59 / 100,00 | 4 / 7    |
| Saboia                     |                  | Partido Socialista             | 39,43 / 100,00 | 3 / 7    |
| Santa Clara-a-Velha        |                  | Partido Socialista             | 59,45 / 100,00 | 5 / 7    |
| São Luís                   |                  | Partido Socialista             | 48,69 / 100,00 | 5 / 9    |
| São Martinho das Amoreiras |                  | Partido Socialista             | 76,61 / 100,00 | 6 / 7    |
| São Salvador e Santa Maria |                  | Coligação Democrática Unitária | 56,58 / 100,00 | 6 / 9    |
| São Teotónio               |                  | Partido Socialista             | 57,42 / 100,00 | 6 / 9    |
| Vale de Santiago           |                  | Coligação Democrática Unitária | 53,38 / 100,00 | 4 / 7    |
| Vila Nova de Milfontes     |                  | Partido Socialista             | 58,27 / 100,00 | 6 / 9    |

### Ourique

#### Câmara Municipal
| Partido                 | Partido                        | Votos | %               | +/-  | Vereadores | +/-     |
| ----------------------- | ------------------------------ | ----- | --------------- | ---- | ---------- | ------- |
|                         | Partido Socialista             | 2 176 | 62,31 / 100,00  | 0,31 | 4 / 5      | Estável |
|                         | Partido Social Democrata       | 760   | 21,76 / 100,00  | -    | 1 / 5      | -       |
|                         | Coligação Democrática Unitária | 415   | 11,88 / 100,00  | 1,03 | 0 / 5      | Estável |
| Votos Inválidos         | Votos Inválidos                | 141   | 4,04 / 100,00   | 0,56 |            |         |
| Total                   | Total                          | 3 492 | 100,00 / 100,00 |      | 5 / 5      |         |
| Eleitorado/Participação | Eleitorado/Participação        | 4 576 | 76,31 / 100,00  | 1,84 |            |         |

| Freguesia            | %     | %     | %     | Votantes |
| Freguesia            | PS    | PSD   | CDU   | Votantes |
| -------------------- | ----- | ----- | ----- | -------- |
| Garvão e Santa Luzia | 60,68 | 16,47 | 17,95 | 674      |
| Ourique              | 63,74 | 20,14 | 12,31 | 1 812    |
| Panoias e Conceição  | 54,43 | 32,37 | 10,93 | 485      |
| Santana da Serra     | 66,79 | 24,38 | 3,45  | 521      |
| Ourique              | 62,31 | 21,76 | 11,88 | 3 492    |

#### Assembleia Municipal
| Partido                 | Partido                        | Votos | %               | +/-  | Deputados | +/-     |
| ----------------------- | ------------------------------ | ----- | --------------- | ---- | --------- | ------- |
|                         | Partido Socialista             | 2 032 | 58,19 / 100,00  | 1,66 | 10 / 15   | Estável |
|                         | Partido Social Democrata       | 807   | 23,11 / 100,00  | -    | 3 / 15    | -       |
|                         | Coligação Democrática Unitária | 474   | 13,57 / 100,00  | 0,13 | 2 / 15    | Estável |
| Votos Inválidos         | Votos Inválidos                | 179   | 5,12 / 100,00   | 0,33 |           |         |
| Total                   | Total                          | 3 492 | 100,00 / 100,00 |      | 15 / 15   |         |
| Eleitorado/Participação | Eleitorado/Participação        | 4 576 | 76,31 / 100,00  | 1,82 |           |         |

| Freguesia            | %     | %     | %     | Votantes |
| Freguesia            | PS    | PSD   | CDU   | Votantes |
| -------------------- | ----- | ----- | ----- | -------- |
| Garvão e Santa Luzia | 53,41 | 19,29 | 21,51 | 674      |
| Ourique              | 59,71 | 21,03 | 13,96 | 1 812    |
| Panoias e Conceição  | 51,75 | 34,43 | 11,13 | 485      |
| Santana da Serra     | 65,07 | 24,76 | 4,22  | 521      |
| Ourique              | 58,19 | 23,11 | 13,57 | 3 492    |

#### Juntas de Freguesia
| Partido                 | Partido                        | Votos | %               | +/-   | Presidentes | +/-     | Mandatos | +/-     |
| ----------------------- | ------------------------------ | ----- | --------------- | ----- | ----------- | ------- | -------- | ------- |
|                         | Partido Socialista             | 2 014 | 57,67 / 100,00  | 2,03  | 4 / 4       | Estável | 19 / 30  | 2       |
|                         | Partido Social Democrata       | 905   | 25,92 / 100,00  | 15,42 | 0 / 4       | Estável | 9 / 30   | 7       |
|                         | Coligação Democrática Unitária | 401   | 11,48 / 100,00  | 0,06  | 0 / 4       | Estável | 2 / 30   | Estável |
|                         | Bloco de Esquerda              | 39    | 1,12 / 100,00   | -     | 0 / 4       | -       | 0 / 30   | -       |
| Votos Inválidos         | Votos Inválidos                | 133   | 3,81 / 100,00   | 0,87  |             |         |          |         |
| Total                   | Total                          | 3 492 | 100,00 / 100,00 |       | 4 / 4       |         | 30 / 30  |         |
| Eleitorado/Participação | Eleitorado/Participação        | 4 576 | 76,31 / 100,00  | 1,84  |             |         |          |         |

| Freguesia            | Partido Vencedor | Partido Vencedor   | %              | Mandatos |
| -------------------- | ---------------- | ------------------ | -------------- | -------- |
| Garvão e Santa Luzia |                  | Partido Socialista | 42,43 / 100,00 | 4 / 7    |
| Ourique              |                  | Partido Socialista | 64,02 / 100,00 | 6 / 9    |
| Panoias e Conceição  |                  | Partido Socialista | 47,84 / 100,00 | 4 / 7    |
| Santana da Serra     |                  | Partido Socialista | 64,49 / 100,00 | 5 / 7    |

### Serpa

#### Câmara Municipal
| Partido                 | Partido                                         | Votos  | %               | +/-  | Vereadores | +/-     |
| ----------------------- | ----------------------------------------------- | ------ | --------------- | ---- | ---------- | ------- |
|                         | Coligação Democrática Unitária                  | 3 520  | 49,04 / 100,00  | 2,93 | 4 / 7      | Estável |
|                         | Partido Socialista                              | 2 311  | 32,20 / 100,00  | 3,03 | 3 / 7      | Estável |
|                         | PSD-CDS                                         | 573    | 7,98 / 100,00   | -    | 0 / 7      | -       |
|                         | Partido Comunista dos Trabalhadores Portugueses | 245    | 3,41 / 100,00   | -    | 0 / 7      | -       |
|                         | Bloco de Esquerda                               | 214    | 2,98 / 100,00   | 0,07 | 0 / 7      | Estável |
| Votos Inválidos         | Votos Inválidos                                 | 315    | 4,39 / 100,00   | 0,36 |            |         |
| Total                   | Total                                           | 7 178  | 100,00 / 100,00 |      | 7 / 7      |         |
| Eleitorado/Participação | Eleitorado/Participação                         | 13 216 | 54,31 / 100,00  | 1,46 |            |         |

| Freguesia                              | %     | %     | %        | %    | %    | Votantes |
| Freguesia                              | CDU   | PS    | PSD- CDS | PCTP | BE   | Votantes |
| -------------------------------------- | ----- | ----- | -------- | ---- | ---- | -------- |
| Brinches                               | 47,40 | 40,80 | 3,80     | 3,40 | 1,80 | 500      |
| Pias                                   | 70,85 | 17,37 | 2,75     | 2,68 | 2,98 | 1 307    |
| Serpa (Salvador e Santa Maria)         | 41,53 | 31,60 | 13,34    | 3,88 | 4,19 | 2 579    |
| Vila Nova de São Bento e Vale de Vargo | 48,23 | 34,06 | 6,93     | 3,60 | 2,33 | 1 891    |
| Vila Verde de Ficalho                  | 41,51 | 46,73 | 4,77     | 2,77 | 1,55 | 901      |
| Serpa                                  | 49,04 | 32,20 | 7,98     | 3,41 | 2,98 | 7 178    |

#### Assembleia Municipal
| Partido                 | Partido                        | Votos  | %               | +/-  | Deputados | +/-     |
| ----------------------- | ------------------------------ | ------ | --------------- | ---- | --------- | ------- |
|                         | Coligação Democrática Unitária | 3 516  | 48,98 / 100,00  | 1,84 | 12 / 21   | Estável |
|                         | Partido Socialista             | 2 502  | 34,86 / 100,00  | 0,32 | 8 / 21    | Estável |
|                         | PSD-CDS                        | 568    | 7,91 / 100,00   | -    | 1 / 21    | -       |
|                         | Bloco de Esquerda              | 262    | 3,65 / 100,00   | 0,21 | 0 / 21    | Estável |
| Votos Inválidos         | Votos Inválidos                | 330    | 4,60 / 100,00   | 0,47 |           |         |
| Total                   | Total                          | 7 178  | 100,00 / 100,00 |      | 21 / 21   |         |
| Eleitorado/Participação | Eleitorado/Participação        | 13 216 | 54,31 / 100,00  | 1,46 |           |         |

| Freguesia                              | %     | %     | %        | %    | Votantes |
| Freguesia                              | CDU   | PS    | PSD- CDS | BE   | Votantes |
| -------------------------------------- | ----- | ----- | -------- | ---- | -------- |
| Brinches                               | 46,00 | 44,20 | 3,60     | 2,60 | 500      |
| Pias                                   | 70,93 | 18,90 | 2,91     | 3,37 | 1 307    |
| Serpa (Salvador e Santa Maria)         | 39,05 | 36,10 | 13,49    | 5,93 | 2 579    |
| Vila Nova de São Bento e Vale de Vargo | 50,24 | 35,48 | 6,77     | 2,33 | 1 891    |
| Vila Verde de Ficalho                  | 44,62 | 47,95 | 4,00     | 0,89 | 901      |
| Serpa                                  | 48,98 | 34,86 | 7,91     | 3,65 | 7 178    |

#### Juntas de Freguesia
| Partido                 | Partido                                         | Votos  | %               | +/-  | Presidentes | +/-     | Mandatos | +/-     |
| ----------------------- | ----------------------------------------------- | ------ | --------------- | ---- | ----------- | ------- | -------- | ------- |
|                         | Coligação Democrática Unitária                  | 3 442  | 47,95 / 100,00  | 3,74 | 4 / 5       | Estável | 26 / 47  | 3       |
|                         | Partido Socialista                              | 2 733  | 38,07 / 100,00  | 2,23 | 1 / 5       | Estável | 19 / 47  | 2       |
|                         | PSD-CDS                                         | 501    | 6,98 / 100,00   | -    | 0 / 5       | -       | 2 / 47   | -       |
|                         | Bloco de Esquerda                               | 139    | 1,94 / 100,00   | 1,07 | 0 / 5       | Estável | 0 / 47   | Estável |
|                         | Partido Comunista dos Trabalhadores Portugueses | 44     | 0,61 / 100,00   | -    | 0 / 5       | -       | 0 / 47   | -       |
| Votos Inválidos         | Votos Inválidos                                 | 320    | 4,46 / 100,00   | 0,74 |             |         |          |         |
| Total                   | Total                                           | 7 179  | 100,00 / 100,00 |      | 5 / 5       |         | 47 / 47  |         |
| Eleitorado/Participação | Eleitorado/Participação                         | 13 216 | 54,32 / 100,00  | 1,45 |             |         |          |         |

| Freguesia                              | Partido Vencedor | Partido Vencedor               | %              | Mandatos |
| -------------------------------------- | ---------------- | ------------------------------ | -------------- | -------- |
| Brinches                               |                  | Coligação Democrática Unitária | 53,60 / 100,00 | 4 / 7    |
| Pias                                   |                  | Coligação Democrática Unitária | 69,24 / 100,00 | 7 / 9    |
| Serpa (Salvador e Santa Maria)         |                  | Partido Socialista             | 43,00 / 100,00 | 6 / 13   |
| Vila Nova de São Bento e Vale de Vargo |                  | Coligação Democrática Unitária | 49,23 / 100,00 | 5 / 9    |
| Vila Verde de Ficalho                  |                  | Coligação Democrática Unitária | 49,45 / 100,00 | 5 / 9    |

### Vidigueira

#### Câmara Municipal
| Partido                 | Partido                           | Votos | %               | +/-  | Vereadores | +/-     |
| ----------------------- | --------------------------------- | ----- | --------------- | ---- | ---------- | ------- |
|                         | Coligação Democrática Unitária    | 1 479 | 44,66 / 100,00  | 6,03 | 2 / 5      | 1       |
|                         | Partido Socialista                | 1 177 | 33,54 / 100,00  | 1,28 | 2 / 5      | Estável |
|                         | Movimento Vidigueira Independente | 552   | 16,67 / 100,00  | Novo | 1 / 5      | Novo    |
| Votos Inválidos         | Votos Inválidos                   | 104   | 3,14 / 100,00   | 1,75 |            |         |
| Total                   | Total                             | 3 312 | 100,00 / 100,00 |      | 5 / 5      |         |
| Eleitorado/Participação | Eleitorado/Participação           | 4 814 | 68,80 / 100,00  | 4,53 |            |         |

| Freguesia      | %     | %     | %     | Votantes |
| Freguesia      | CDU   | PS    | MVI   | Votantes |
| -------------- | ----- | ----- | ----- | -------- |
| Pedrógão       | 52,17 | 33,23 | 11,65 | 644      |
| Selmes         | 34,52 | 33,47 | 29,08 | 478      |
| Vidigueira     | 44,69 | 35,00 | 17,65 | 1 620    |
| Vila de Frades | 44,56 | 41,40 | 9,12  | 570      |
| Vidigueira     | 44,66 | 35,54 | 16,67 | 3 312    |

#### Assembleia Municipal
| Partido                 | Partido                           | Votos | %               | +/-  | Deputados | +/-  |
| ----------------------- | --------------------------------- | ----- | --------------- | ---- | --------- | ---- |
|                         | Coligação Democrática Unitária    | 1 417 | 42,78 / 100,00  | 4,79 | 7 / 15    | 1    |
|                         | Partido Socialista                | 1 170 | 35,33 / 100,00  | 0,85 | 5 / 15    | 1    |
|                         | Movimento Vidigueira Independente | 601   | 18,15 / 100,00  | Novo | 3 / 15    | Novo |
| Votos Inválidos         | Votos Inválidos                   | 124   | 3,74 / 100,00   | 0,91 |           |      |
| Total                   | Total                             | 3 312 | 100,00 / 100,00 |      | 15 / 15   |      |
| Eleitorado/Participação | Eleitorado/Participação           | 4 814 | 68,80 / 100,00  | 4,53 |           |      |

| Freguesia      | %     | %     | %     | Votantes |
| Freguesia      | CDU   | PS    | MVI   | Votantes |
| -------------- | ----- | ----- | ----- | -------- |
| Pedrógão       | 51,24 | 34,16 | 12,11 | 644      |
| Selmes         | 35,77 | 30,75 | 29,92 | 478      |
| Vidigueira     | 41,30 | 35,74 | 19,32 | 1 620    |
| Vila de Frades | 43,33 | 39,30 | 11,75 | 570      |
| Vidigueira     | 42,78 | 35,33 | 18,15 | 3 312    |

#### Juntas de Freguesia
| Partido                 | Partido                        | Votos | %               | +/-  | Presidentes | +/-     | Mandatos | +/-  |
| ----------------------- | ------------------------------ | ----- | --------------- | ---- | ----------- | ------- | -------- | ---- |
|                         | Coligação Democrática Unitária | 1 414 | 42,78 / 100,00  | 6,78 | 4 / 4       | Estável | 14 / 30  | 3    |
|                         | Partido Socialista             | 1 110 | 33,59 / 100,00  | 2,83 | 0 / 4       | Estável | 11 / 30  | 1    |
|                         | Grupo de Cidadãos              | 583   | 17,64 / 100,00  | -    | 0 / 4       | -       | 4 / 30   | -    |
|                         | LIVRE                          | 76    | 2,30 / 100,00   | Novo | 0 / 4       | Novo    | 1 / 30   | Novo |
| Votos Inválidos         | Votos Inválidos                | 122   | 3,69 / 100,00   | 1,48 |             |         |          |      |
| Total                   | Total                          | 3 305 | 100,00 / 100,00 |      | 4 / 4       |         | 30 / 30  |      |
| Eleitorado/Participação | Eleitorado/Participação        | 4 814 | 68,65 / 100,00  | 4,37 |             |         |          |      |

| Freguesia      | Partido Vencedor | Partido Vencedor               | %              | Mandatos |
| -------------- | ---------------- | ------------------------------ | -------------- | -------- |
| Pedrógão       |                  | Coligação Democrática Unitária | 58,23 / 100,00 | 4 / 7    |
| Selmes         |                  | Coligação Democrática Unitária | 35,46 / 100,00 | 3 / 7    |
| Vidigueira     |                  | Coligação Democrática Unitária | 39,69 / 100,00 | 4 / 9    |
| Vila de Frades |                  | Coligação Democrática Unitária | 40,18 / 100,00 | 3 / 7    |